# Етце
Етце (нем. Jeetze) — деревня в Германии, в земле Саксония-Анхальт. Входит в состав города Кальбе (Мильде) района Зальцведель.
Население составляет 389 человек (на 31 декабря 2006 года). Занимает площадь 13,31 км².
Впервые упоминается в 1238 году.
С 1950 по 2009 год имела статус общины (коммуны), в её состав помимо Етце входила деревня Зипе. 1 января 2010 года община вошла в состав города Кальбе (Мильде).